# Agaricus putidus
Agaricus putidus är en svampart som beskrevs av Weinm. 1836. Agaricus putidus ingår i släktet champinjoner och familjen Agaricaceae.   Inga underarter finns listade i Catalogue of Life.